# God Hates Us All
A God Hates Us All a Slayer együttes 10. albuma. 2001. szeptember 11-én jelent meg az USA-ban, a World Trade Center elleni terrortámadás napján. Az albumot Bryan Adams Warehouse nevű stúdiójában vették fel. Az eredeti borító a Bibliát ábrázolja véresen, benne szögekkel, rajta a Slayer felirattal. Ez nyilvánvalóan sokak ellenérzését válthatja ki, ezért a boltokba egy „fedő-borítós” verzió került.

## Dalok
1. Darkness of Christ (Hanneman/King) 1:30
2. Disciple (Hanneman/King) 3:35
3. God Send Death (Hanneman/King/Araya) 3:45
4. New Faith (King) 3:05
5. Cast Down (King) 3:26
6. Threshold (Hanneman/King) 2:29
7. Exile (King) 3:55
8. Seven Faces (King) 3:41
9. Bloodline (Hanneman/King/Araya) 3:36
10. Deviance (Hanneman/Araya) 3:08
11. War Zone (King) 2:45
12. Here Comes the Pain (King) 4:32
13. Payback (King) 3:05

A 2002-es „Collector's Edition” kiadáson a War Zone és a Here Comes The Pain között szerepel a Scarstruck című dal, valamint a Payback után az Addict című szám. Ezen kívül még multimédiás részt is tartalmaz a CD, a Bloodline klipjével, illetve a Raining Blood élő videójával.

## Közreműködők
- Tom Araya – basszusgitár, ének
- Jeff Hanneman – gitár
- Kerry King – gitár
- Paul Bostaph – dob
- Matt Hyde – Producer

## Listás helyezés

### Album
| Év   | Lista               | Helyezés |
| ---- | ------------------- | -------- |
| 2001 | The Billboard 200   | 28       |
| 2001 | Kanadai lista       | 9        |
| 2001 | Top Internet Albums | 18       |